# Ана Пласіду
Ана Аугушта Вієйра Пласіду (порт. Ana Augusta Vieira Plácido; 27 вересня, 1831, Порту, Португальське королівство — 20 вересня, 1895, Сан-Мігель-де-Сейде, Португальське королівство) — португальська письменниця і муза письменника Камілу Каштелу Бранку.

## Біографія
Ана Пласіду була дочкою Антоніу Жозе Пласіду Брага і Ани Аугушти Вієйри. Коли їй виповнилося 19 років, батько змусив її вийти заміж за торговця Мануела Піньєйро Алвеса 43 років, емігранта з Бразильської імперії, де він зробив свій стан. Вони оселилися на Руа-ду-Альмада в Порту.
У 1856 році Ана Пласіду, яка не відрізнялася зовнішньою красою, але була привабливою і цікавою особистістю, познайомилася з Камілу Каштелу Бранку. В 1858 році у Ани народився син, Мануел Пласіду. Його батьком був визнаний чоловік письменниці Піньєйро Алвіш, але багато авторів вважають, що це був син Камілу. Після того, як Мануель Пласіду дізнався про зради дружини, Ана Пласіду була заарештована 6 червня 1860 року, однак, Камілу ухилявся від правосуддя протягом деякого часу, поки не був заарештований 1 жовтня 1860 року. Обидва містилися у в'язниці Cadeia da Relação в Порту, де вони очікували суду.
16 жовтня 1861 року суд виніс обвинуваченим виправдувальні вироки, після чого Камілу і Ана Пласіду почали жити разом відкрито. У них народилися двоє дітей: Жорже Камілу в 1863 році і Нуну Пласіду в 1864 році.

## Літературна кар'єра
Співпрацювала з низкою видань, зокрема «Журналом сучасної Португалії та Бразилії» (1859—1865) і «Літературною газетою Порту» (1868), періодично друкувалася в O Nacional, O Futuro (Ріо-да-Жанейро), A Esperança — Semanário de Recreio Literário та інших; перекладала тексти, допомагала Камілу в деяких роботах, а також присвятила себе поезії. Протягом її літературної кар'єри кілька разів підписувалась псевдонімом, найбільш відомі з яких Гастон Відаль де Негрейруш і Лопо де Соуза.

## Роботи

### Неопубліковані
- «Via Dolorosa»

### Опубліковані роботи
- Luz coada por ferros. Escriptos originaes [Архівовано 6 жовтня 2017 у Wayback Machine.].  Lisboa, na Typ Universal, 1863.
- [псевдоним Lopo де Соуза] Herança de Lágrimas [Архівовано 6 жовтня 2017 у Wayback Machine.] . Guimarães, Redacção Vimaranense, 1871.
- [псевдоним Lopo де Соуза], A Promessa. Almanaque da Livraria Internacional, Porto, Livr. Internacional, 1873.
- Cartas Inéditas da segunda mulher de Camillo Castello Branco, Lisboa, 1916.